# Бучневич Василь Євстафійович
Бучневич Василь Остапович (Євстафієвич) (нар. 10 (22) липня 1860, Деребчине, Ямпільський повіт, Подільська губернія, Російська імперія — 11 квітня 1928, Полтава, УСРР) — український археолог і краєзнавець.

## Біографія
Народився у селі Деребчине (нині Шаргородського району Вінницької області), в родині капітана Орловського полку. 
Від 1865 року мешкав у Полтаві та до 1881 року навчався у Полтавській гімназії, але не  закінчив її.
Від 1885 року працював помічником секретаря Повітового з’їзду мирових суддів у Ромнах, від 1886 року виконував обов'язки судового пристава. Від 1890 року працював чиновником канцелярії Полтавського губернського правління. Від 1892 року був помічником пристава, потім секретарем Полтавського поліційної управи. У 1896–97 роках —  член Губернської переписної комісії, у 1904–1919 роках — судовий пристав Полтавського окружного суду.
Був членом Полтавської губернської вченої архівної комісії.
За часів радянської влади працював діловодом юридичної консультації у Полтаві.

## Краєзнавча діяльність
Досліджував пам’ятки старовини Полтавщини. Співпрацював з журналом «Кіевская старина» та полтавськими часописами, у яких опублікував значну кількість описів історичних місцевостей, населених пунктів та археологічних пам’яток.
Один із перших дослідників історії Гадяча за козацьких часів. На шпальтах часопису «Кіевская старина» він помістив замітку «Гетманский город» , в якій розповів про основні події, пов’язані з історією міста у XVII–XVIII століттях. Публікація була відповіддю на повідомлення М. Бакая «Любопытный сборник документов в Гадяче», де автор, описуючи козацький архів, майже зовсім нічого не сказав про історію міста.

## Творчий доробок
- Гетманский город (Гадяч) // Кіевская старина. — 1885, № 11. — С. 578–580.
- Село Жуки Полтавского уезда. — П., 1916.
- Полтавские подземелья (мины) // Полтав. губ. вҍдомости. — Полтава, 1891. — № 53-55. — 20 июля. —  С. 2.
- Записки о Полтаве и ее памятниках. — П., 1882, 1902.
- Полтава и ее историческое прошлое. — П., 1890.
- Заштатный город Глинск (Роменского уезда) // Полтавскіе епархіальные вҍдомости. — 1889. — № 18.
- Местечко Константинов (Роменского уезда) // Полтавскіе епархіальные вҍдомости. — 1889. — № 3.
- Местечко Решетиловка (Полтавского уезда) // Труды Полтавской ученой архивной комиссии. — Полтава, 1917. — Вып. 16.
- Несколько слов о домике Котляревского в г. Полтаве // Кіевская старина. — 1884. №. 10.
- Сведения о колоколе Кизикермене в полтавском Успенском кафедральном соборе. — Полтава, 1883. — 11 с.
- Колокол «Кизикермен» // Кіевская Старина. 1886. № 16. — С. 747-749.
- Замечательные села и местечки в Роменском уезде // Полтав. губ. вҍдомости. —1890. — № 23–25.
- К истории Воскресенской церкви в Полтаве // Полтав. епархіал. вҍдомости. — 1893. — № 8.
- Пребывание Карла XII в Ромнах // Кіевская старина. — 1904. — № 3.
- Григорий Савич Сковорода // Голос Юга. — 1919. — № 64.